# Monte Carlo Masters 2003
Monte Carlo Masters 2003 — тенісний турнір, що проходив на ґрунтових кортах у місті Рокбрюн-Кап-Мартен, Франція з 14 квітня . Належав до категорії Tennis Masters Series, був турніром серії Мастерс Монте-Карло 2003 року.

## Фінальна частина

### Одиночний розряд
Хуан Карлос Ферреро —  Гільєрмо Кор'я 6–2, 6–2

### Парний розряд
Магеш Бгупаті /  Максим Мирний —  Мікаель Льодра /  Фабріс Санторо 6–4, 3–6, 7–6(8–6)